# Перри, Олси
Олси Перри (англ. Aulcie Perry, после гиюра Элиша Бен-Авраам; род. 3 июля 1950, Ньюарк) — американский и израильский баскетболист и баскетбольный тренер. В составе клуба «Маккаби» (Тель-Авив) двукратный обладатель Кубка европейских чемпионов, семикратный чемпион Израиля и шестикратный обладатель Кубка Израиля.

## Биография
Олси Перри родился в 1950 году в Ньюарке (штат Нью-Джерси). Его родители жили далеко от больницы для негров, и когда пришло время рожать Олси, его отец уговорил руководство ближайшей еврейской больницы дать его жене возможность рожать там. После рождения мальчику сделали обрезание. Олси вырос в неблагополучном районе, контролируемом бандами, и по собственным словам каждый день возвращался из школы домой другой дорогой, чтобы избежать встреч с их членами. Сама школа была очень низкого уровня, не дав Перри почти никакого базового образования и лишив его надежд на спортивную стипендию в одном из ведущих вузов. Вместо этого он продолжил образование в небольшом флоридском колледже Бетюн-Кукман, куда традиционно принимали в основном чернокожих студентов.

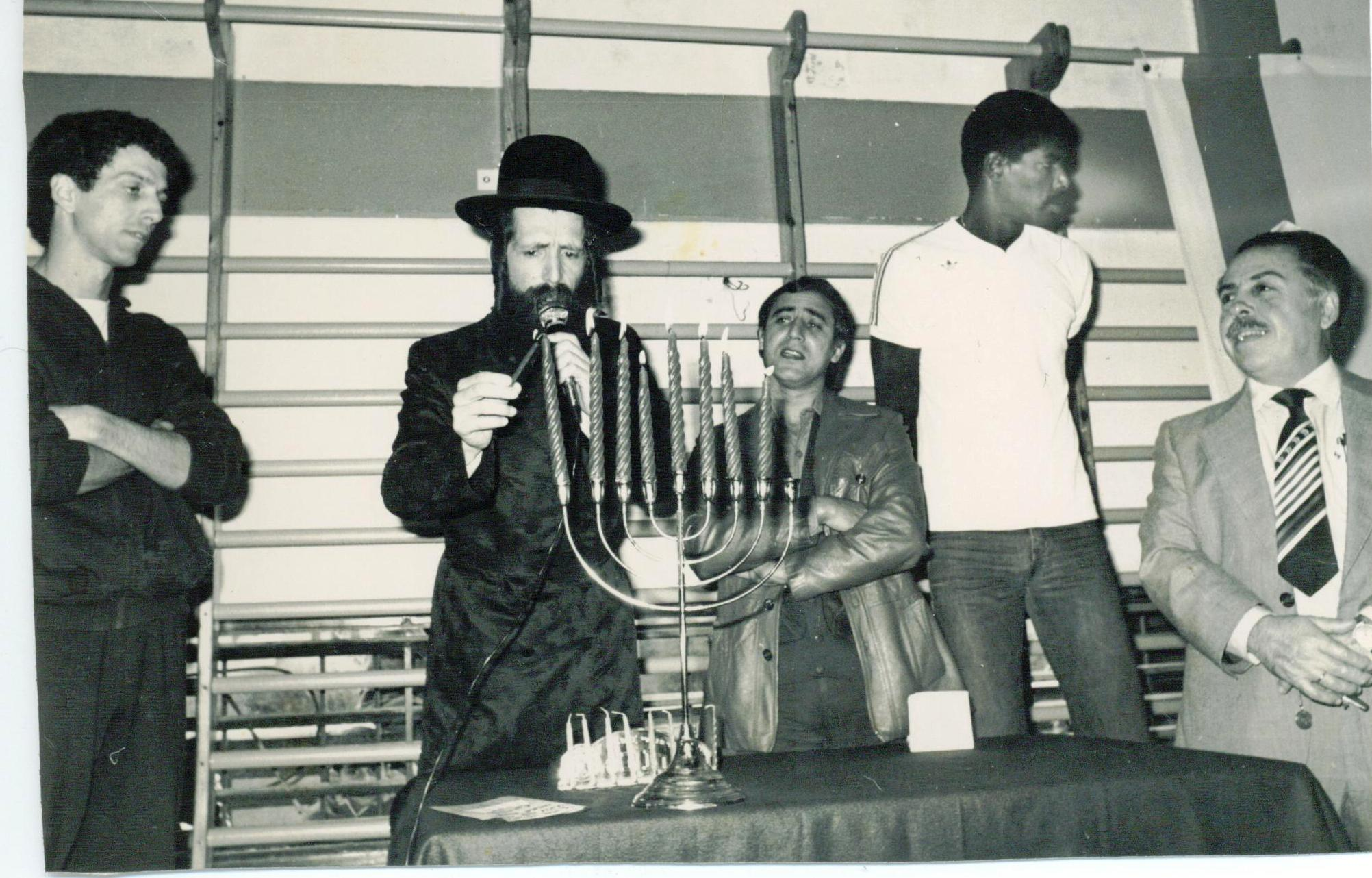
Моти Ароэсти (крайний слева) и Перри на церемонии зажжения ханукальных свечей в Мигдал-ха-Эмеке

По окончании колледжа в 1974 году Перри начал карьеру профессионального баскетболиста, продлившуюся до 1985 года. Бо́льшую часть этого времени он провёл в Израиле, выступая за клуб «Маккаби» (Тель-Авив). В первое время из-за ограничений на участие иностранных игроков в чемпионате Израиля Перри играл только в международных матчах «Маккаби», пока в 1978 году не принял решение пройти гиюр, взяв после него имя Элиша Бен-Авраам. В годы пребывания в Израиле подружкой Перри была израильская топ-модель Тами Бен-Ами. Ему пришлось уйти из спорта, когда у него выработалась наркотическая зависимость. Вероятно, в попытке поддержать привычный уровень жизни Перри оказался вовлечён в нелегальные операции по транспортировке наркотиков. В начале 1986 года в США был выписан ордер на его арест, и вскоре он был арестован в Нидерландах. После продолжавшегося почти год процесса экстрадиции Перри был выслан в США, где предстал перед судом и в мае 1987 года приговорён к десяти годам лишения свободы. В апреле 1990 года он был условно-досрочно освобождён, но из-за нарушения условий освобождения провёл затем в тюрьме ещё 15 месяцев, окончательно выйдя на свободу в январе 1992 года.
После освобождения Перри некоторое время проработал в США, продавая мебель, а затем вернулся в Израиль, где нашёл работу в качестве менеджера закусочной из сети «Бургеранч». После возвращения в Израиль он также значительное время посвящает работе тренера. Хотя Перри никогда не стремился тренировать целые команды, ему нравится работать с игроками один на один. Перри тренирует высоких игроков дочернего клуба тель-авивского «Маккаби» — «Хапоэль» (Йокнеам-Мегиддо) — и юношеских команд самого «Маккаби», а вместе с ещё одним бывшим игроком «Маккаби» Грегом Корнелиусом вёл с конца 1990-х ежегодные летние баскетбольные лагеря при Институте Уингейта. Перри работал тренером в школе для детей из неблагополучных районов, а также тренировал команду инвалидов-колясочников.
В 2008 году Перри перенёс закупорку аорты; его жизнь удалось спасти благодаря решительным действиям его подруги Ахувы, доставившей его в больницу не дожидаясь прибытия машины «Скорой помощи». Несмотря на проведённую катетеризацию сосудов, через несколько месяцев проблемы возобновились, заставив Перри пройти в США операцию по замене артерии. В 2014 году было сообщено о предстоящем выходе на экраны автобиографического фильма Олси Перри, который он снимает вместе с режиссёром-документалистом Дани Менкиным.

## Игровая карьера
В возрасте 13 с половиной лет рост Перри уже достиг двух метров, и он стал серьёзно заниматься баскетболом. После колледжа он подписал контракт с командой АБА «Вирджиния Сквайрз». За этот клуб Перри сыград 21 матч, в среднем проводя на площадке около 20 минут и внося в общекомандную копилку в среднем по 8,6 очка и 5 подборов за игру. В целом, однако, команда проводила этот сезон настолько неудачно, что её руководство приняло решение расстаться почти со всеми игроками. Перри закончил сезон 1974/75 в полупрофессиональной Восточной баскетбольной ассоциации. Летом он участвовал в тренировочном лагере «Нью-Йорк Никс», но эта команда не испытывала острой нужды в центровых, и Перри пришлось провести ещё год в клубе ВБА «Аллентаун Джетс».
Летом 1976 года на Перри, игравшего в летней лиге в Гарлеме, обратил внимание скаут израильского клуба «Маккаби» (Тель-Авив). В тот момент «Маккаби» искал сильного иностранного центрового, чтобы улучшить свои результаты в европейских кубках, и на пробы были приглашены Перри и Флойд Аллен, бывший ещё более высоким и более массивно сложенным. На товарищеских играх в Бельгии Аллен показал себя индивидуально более сильным игроком, но у Перри лучше наладилось взаимодействие с командой, и в итоге тренер «Маккаби» Ральф Кляйн остановился на его кандидатуре. Перри вспоминал, что его агент заключил для него контракт на десять тысяч долларов на шесть игр в Кубке европейских чемпионов, но, не веря, что тель-авивская команда пройдёт дальше, за каждую следующую игру запросил только 250 долларов. «Маккаби» прошёл в турнире до самого конца, выиграв его впервые в истории израильского баскетбола, после чего Перри уволил агента.
Перри оставался с «Маккаби» ещё восемь сезонов. В первые два года он выступал только в Кубке европейских чемпионов, не имея израильского гражданства, но с сезона 1978/79, пройдя гиюр, стал играть и на внутренней арене. Он выиграл с «Маккаби» ещё один Кубок европейских чемпионов (в сезоне 1980/81), Межконтинентальный кубок 1981 года, семь раз становился чемпионом Израиля и шесть — обладателем Кубка Израиля. За годы выступлений в Европе Перри принёс команде 2077 очков, что остаётся одним из лучших результатов в её истории.
В последние полтора сезона с «Маккаби» у Перри начались регулярные проблемы с коленом. По его словам, у него откачивали жидкость перед каждой игрой и он всё время находился под действием обезболивающих средств. Однажды, когда лекарство, выписанное врачом, кончилось, он начал искать ему замену на стороне и быстро выработал наркотическую зависимость. Понимая, что не сможет продолжать выступления, он завершил игровую карьеру после сезона 1984/85, а вскоре после этого последовал арест в Нидерландах.